# Voivodato di Bracław
Il voivodato di Bracław (in polacco Województwo Bracławskie) fu un'unità di divisione amministrativa e governo locale del Granducato di Lituania dal XIV secolo al 1569 e della Confederazione polacco-lituana dal 1569 al 1793 (Seconda spartizione della Polonia). Insieme al Voivodato di Podolia formava la provincia storica della Podolia. Oggi la regione appartiene all'Ucraina.

## Governo municipale
Sede del governatorato del voivodato (Wojewoda):
- Bracław

Sede del consiglio regionale per tutte le terre di Rutenia (sejmik generalny):
- Sądowa Wisznia

Sede del consiglio regionale (sejmik poselski i deputacki):
- Winnica

## Geografia antropica

### Suddivisioni amministrative
- Contea di Bracław (Powiat Bracławski), Bracław
- Contea di Winnica (Powiat Winnicki), Winnica

## Voivodi
- Stanisław "Rewera" Potocki (dal 1631 al 1636)
- Andrzej Potocki (dal 1662)
- Stanisław Lubomirski (dal 1764)

## Voivodati e regioni confinanti
- Voivodato di Podolia
- Voivodato di Kiev
- Jedysan
- Moldavia